# Jens Nordalm
Jens Nordalm (* 1969 in Unna) ist ein deutscher Historiker, Journalist und Autor. Er publiziert in der FAZ, der Welt und in der Zeit und war Leiter des Feuilletons der Zeitschrift Cicero.

## Leben
Nordalm studierte Philosophie, deutsche Literatur und Sprache sowie Geschichte an den Universitäten Bonn, Freiburg und Edinburgh. In Bonn promovierte er 2001 in mittelalterlicher und neuerer Geschichte bei Klaus Hildebrand. Danach war er wissenschaftlicher Mitarbeiter und Lehrbeauftragter an der Universität Bonn, der Universität Eichstätt und der Humboldt-Universität Berlin. Er war als Texter und Redenschreiber u. a. für Angela Merkel, im Bundespräsidialamt und im Bundesfinanzministerium für Wolfgang Schäuble tätig.
In der FAZ, der Welt, der Zeit und als Feuilleton-Chef von Cicero veröffentlichte Nordalm u. a. Aufsätze über Thomas Mann, Marcel Proust, Louisa May Alcott, Alessandro Scarlatti, Theodor Fontane und Eduard von Keyserling.
2021 veröffentlichte er die Biographie Der schöne Deutsche über Gottfried von Cramm.

## Veröffentlichungen (Auswahl)
Bücher
- Der schöne Deutsche, Das Leben des Gottfried von Cramm. Rowohlt Verlag, Hamburg 2021.
- (Hrsg.): Historismus im 19. Jahrhundert. Geschichtsschreibung von Niebuhr bis Meinecke. Reclam, Stuttgart 2006.
- Historismus und moderne Welt. Erich Marcks (1861–1938) in der deutschen Geschichtswissenschaft. Duncker & Humblot, Berlin 2003.

Aufsätze
- Was wirklich ist, das ist vernünftig!? Hegel lesen mit Jürgen Kaube. Cicero Online, 18. Juni 2021.
- Historikerstreit ums Kaiserreich. Nur ein Untertanenstaat? Cicero Online, 6. April 2021.
- Eines der süffigsten Bücher der Weltliteratur. Thomas Manns „Bekenntnisse des Hochstaplers Felix Krull“. In: Cicero – Magazin für politische Kultur, Nr. 4, 2021, S. 94.
- Marcel Proust und die Erfindung der Liebe. In: Podium. Zeitschrift für Literatur, Themen-Doppelheft 19/196 Juni 2020 „Liebe“, S. 102 f.
- Louisa May Alcott. Die bewunderungswürdige Frau hinter den großartigen „Little Women“. In: Literarische Welt, 11. Januar 2020, S. 29.
- Zarter Gesang vor dem Mord. Ergreifende Wiederentdeckung: Der Barockkomponist Alessandro Scarlatti an der Berliner Staatsoper. In: Die Welt, 19. Oktober 2019, S. 19.
- Fontane ist besser. In: Die Zeit, 2. Oktober 2019, S. 56.
- Der große Leichtsinn. Von wegen Gesellschaft der Singularitäten. Bei den Innsbrucker Festwochen begegnen sich die Besucher in ekstatischer Intimität. In: Die Welt, 23. August 2019, S. 23.
- Von wegen Auslaufmodell. Die Nation ist immer noch das beste Getriebe für die Demokratie. In: Die Zeit, 3. Januar 2019, S. 5.
- Neue Demut braucht das Land. In: Die Welt, 18. November 2018.
- Zur Erzählkunst Eduard Graf von Keyserlings. Aus Anlass seines 100. Todestages. In: Cicero – Magazin für politische Kultur 10/2018, S. 106 f.
- Heimat ohne Minister. Zur Neuauflage von Rudolf Borchardts Anthologie „Der Deutsche in der Landschaft“ von 1927. In: Die Welt (Literarische Welt), S. 28.
- Was rechts ist. Und was links ist. In: Die Welt, 13. Februar 2018, S. 2.
- Liberale Idealisten. In: Die Welt, 16. Dezember 2017, S. 2.
- Montesquieu hat recht. Warum uns Trump zu Verfassungspatrioten macht. In: Frankfurter Allgemeine Zeitung, 2017, S. 9.
- Nur weiter im Text, Herr Professor! In: Frankfurter Allgemeine Zeitung, 29. Mai 2008, S. 38.